# Języki nikobarskie

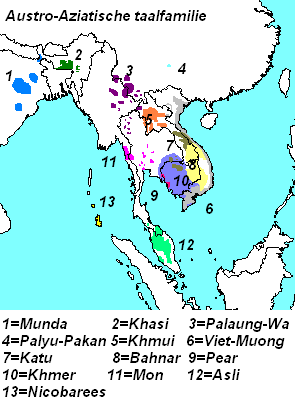
Numerem 13 oznaczono języki nikobarskie

Języki nikobarskie – grupa sześciu języków (niegdyś uważanych za jeden język) w obrębie języków mon-khmer, używanych przez mieszkańców Nikobarów:
- car
- chowra
- teressa
- nikobarski południowy
- nikobarski centralny
- shom peng

Najważniejszy z nich to język car. 